# John Brown (slaverimotståndare)
John Brown, född 9 maj 1800 i Torrington i Connecticut, död (avrättad) 2 december 1859 i Charles Town i Virginia (i nuvarande West Virginia), var en amerikansk slaverimotståndare.

## Överfallet på Harpers Ferry
I slutet av 1850-talet lagrades upp till 100 000 gevär och andra vapen vid gevärsfaktoriet i Harpers Ferry, West Virginia. Vid denna tid var kampen mot slaveriet ofta våldsam, förrymda slavar och utstötta vita äventyrare hade lite att förlora och gick ofta till fysiskt angrepp mot vita slavägare. Många studenter från storstäderna i nordost drömde om att starta och leda slavuppror i söder. 
På kvällen den 16 oktober 1859 bröt sig Brown in i stadens vapenkammare tillsammans med 15 vita och fyra svarta män, en av dem var förrymd slav. De stal en mängd vapen och förskansade sig i ett försök att starta ett slavuppror i Shenandoahdalen. De krävde frigivning av de fyra miljoner slavar som då fanns i Sydstaterna. Vid denna tid utgjorde svarta tio procent av Harper Ferrys befolkning, varav 150 slavar och 150 fria. Den lokale läkaren, John Starry, tog sig ur staden till häst och varnade grannstäderna. Han återvände i spetsen av en milis och ledde motangreppet mot Browns män. Milisen var talmässigt överlägsen och Brown och hans män tog tillflykt till gevärsfaktoriets maskinhus.
På försvarsministerns uppdrag ledde den tjänstledige Robert E. Lee stormningen av platsen efter två dagar, eftersom han befann sig i närheten av Washington, D.C. och var den som hade närmast till Harpers Ferry. Truppstyrkan var marinsoldater från örlogsvarvet i Washington. Som adjutant hade Lee J.E.B. Stuart, som liksom Lee blev sydstatsgeneral under inbördeskriget.

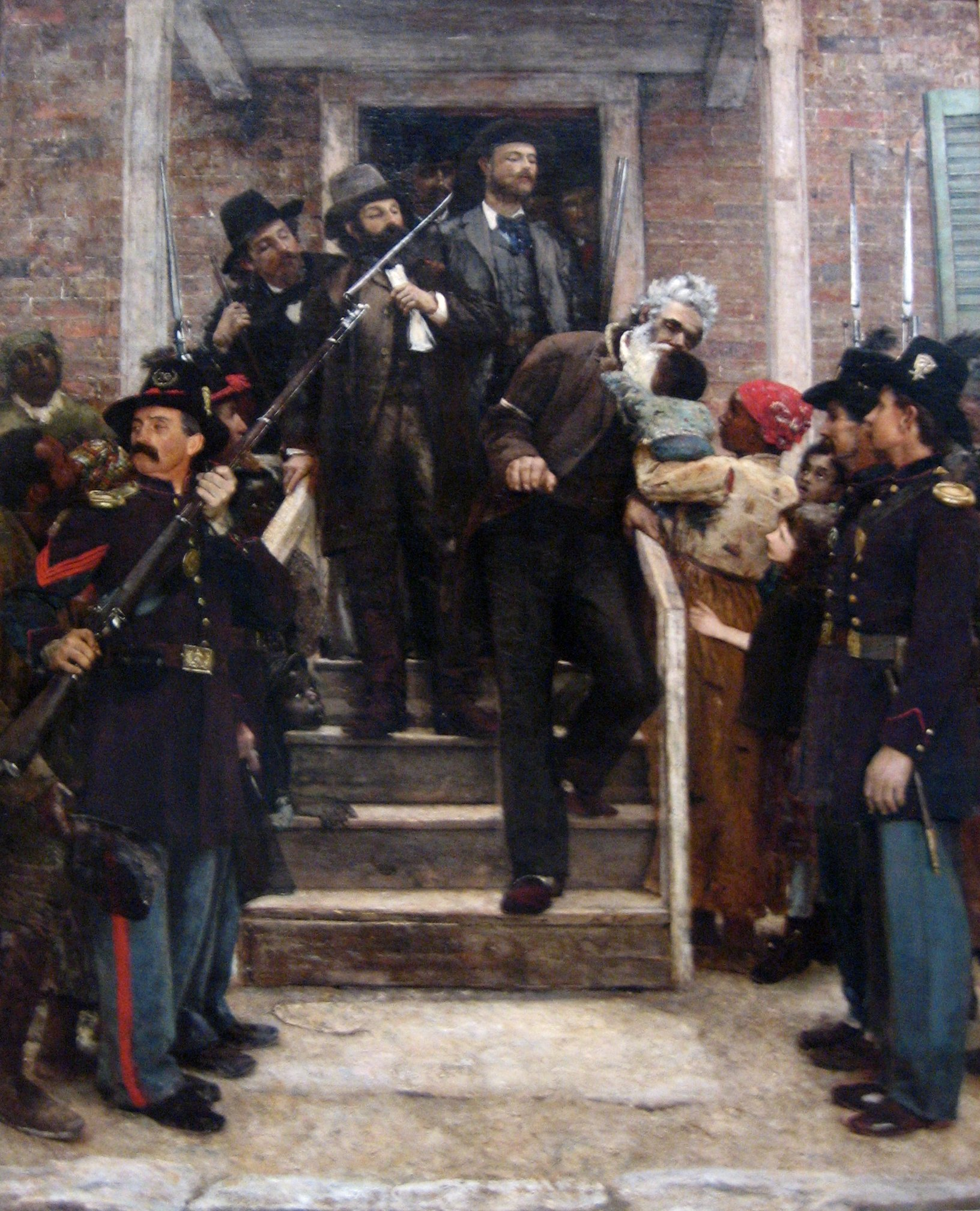
John Brown förs ut till sin avrättning.

Brown dömdes för förräderi mot staten Virginia och hängdes i grannstaden Charles Town den 2 december 1859. Vid hans avrättning bestod bevakningen bland annat av en truppstyrka från Virginia Military Institute under befäl av Stonewall Jackson. Åtalet och avrättningen av honom väckte stor uppmärksamhet och blev en av de utlösande faktorerna till det amerikanska inbördeskriget.

## John Brown i kulturen

### Musik
I och med amerikanska inbördeskriget gjordes han till något av en martyr och gjordes odödlig genom sången "John Brown's Body" (vars melodi används i bland andra "Battle Hymn of the Republic" och soldatvisan "Halta Lottas krog").

### Film och litteratur
John Brown förekommer i boken "the good lord bird", och en tv-serie med samma namn som baserats på boken. John Brown förekommer även i filmer "Emperor" från 2020. Det finns även ett antal äldre filmer med John Brown, som "santa fe trail", men där porträtteras han som en galning snare än en hjälte.